# Ханаман, Франьо
Франьо (Ференц) Ханаман (хорв. Franjo Hanaman, венг. Hanaman Ferenc; 30 июня 1878, Дреновци, Королевство Хорватия и Славония, Австро-Венгрия — 23 января 1941, Загреб, Королевство Югославия) — известный хорватский химик и металлург, известный своей совместной работой с венгерским химиком Шандором Юстом над созданием лампы накаливания с вольфрамовой нитью.

## Биография
Франьо Ханаман родился в небольшом хорватском городе Дреновци в Королевстве Хорватия и Славония, бывшем на тот момент частью Австро-Венгрии. Родители: венгр Дбюр Ханаман и хорватка Эмилия Мандушич.
Начальную школу окончил в г. Брчко в 1887 году, а среднюю — в Земуне в 1895 году, окончив там Реальную Гимназию. В 1899 году окончил Венский технический университет, где изучал химию. В следующем году стал ассистентом доктора Георга Фортманна на кафедре аналитической химии, где познакомился с доктором Шандором Юстом. Плодом их совместной работы стало получение в 1904 году патента на лампы накаливания с вольфрамовой нитью. Использование вольфрама позволило увеличить долговечность ламп, однако её главным недостатком была хрупкость, обусловленная низкими показателями ковкости вольфрама.
С 1904 по 1911 годы работал на цементной фабрике в городе Ледеч. С 1911 по 1915 гг. работал в Берлинском техническом университете, где в 1913 году защитил докторскую диссертацию на тему «Испытание азотированного железа на коррозионную стойкость» (Über Rostversuche mit nitriertem Eisen). С 1919 по 1922 гг. возглавлял Югославский моторный завод в г. Загреб. В Загребском Техническом университете в 1920 году работал в качестве преподавателя, а уже с 1922 года — в качестве профессора. С 1924 по 1925 гг. занимал место ректора. В период с 1934 по 1939 гг. был главным редактором газеты Химико-фармацевтический архив (Archiva za hemiju i farmaciju)
Скончался в Загребе в 1941 году.